# 쓰루이촌
쓰루이촌(일본어: 鶴居村)은 일본 홋카이도 구시로 종합진흥국 관내의 아칸군에 있는 촌이다. 현재 구시로 종합진흥국에서는 유일한 촌이다.
농업 종사자 1인당 평균 연수입액은 일본 1위이며 1인당 평균소득이 일본에서 제일 높은 촌이다. 구시로 공항과 가깝고 구시로 습원 국립공원을 한눈에 볼 수 있는 자연 환경이 풍부한 시모호로로 지구에 분양주택지가 펼쳐진다. 촌명의 유래는 특별 천연기념물 두루미의 서식지라는 점에서 붙여졌다.

## 지리
구시로시에서 북서쪽으로 40km 떨어져 있으며 남부는 구시로 습원을 중심으로 하는 습원·습지대이다. 북부는 구릉지대이다. 인구는 구시로 종합진흥국의 시정촌 중에서 가장 적다.

### 기후
| 쓰루이촌의 기후                                              | 쓰루이촌의 기후 | 쓰루이촌의 기후 | 쓰루이촌의 기후 | 쓰루이촌의 기후 | 쓰루이촌의 기후 | 쓰루이촌의 기후 | 쓰루이촌의 기후 | 쓰루이촌의 기후 | 쓰루이촌의 기후 | 쓰루이촌의 기후 | 쓰루이촌의 기후 | 쓰루이촌의 기후 | 쓰루이촌의 기후 |
| 월                                                           | 1월             | 2월             | 3월             | 4월             | 5월             | 6월             | 7월             | 8월             | 9월             | 10월            | 11월            | 12월            | 연간            |
| ------------------------------------------------------------ | --------------- | --------------- | --------------- | --------------- | --------------- | --------------- | --------------- | --------------- | --------------- | --------------- | --------------- | --------------- | --------------- |
| 역대 최고 기온 °C (°F)                                       | 7.4 (45.3)      | 10.1 (50.2)     | 16.3 (61.3)     | 27.1 (80.8)     | 35.0 (95.0)     | 32.0 (89.6)     | 34.7 (94.5)     | 35.1 (95.2)     | 32.0 (89.6)     | 26.1 (79.0)     | 21.0 (69.8)     | 13.1 (55.6)     | 35.1 (95.2)     |
| 일평균 최고 기온 °C (°F)                                     | −0.8 (30.6)     | −0.3 (31.5)     | 3.8 (38.8)      | 10.1 (50.2)     | 15.8 (60.4)     | 18.9 (66.0)     | 22.2 (72.0)     | 23.7 (74.7)     | 21.1 (70.0)     | 15.7 (60.3)     | 8.7 (47.7)      | 1.8 (35.2)      | 11.7 (53.1)     |
| 일일 평균 기온 °C (°F)                                       | −7.1 (19.2)     | −6.5 (20.3)     | −1.7 (28.9)     | 4.0 (39.2)      | 9.4 (48.9)      | 13.3 (55.9)     | 17.2 (63.0)     | 18.7 (65.7)     | 15.7 (60.3)     | 9.4 (48.9)      | 2.5 (36.5)      | −4.4 (24.1)     | 5.9 (42.6)      |
| 일평균 최저 기온 °C (°F)                                     | −13.9 (7.0)     | −13.8 (7.2)     | −7.8 (18.0)     | −1.8 (28.8)     | 3.6 (38.5)      | 8.8 (47.8)      | 13.4 (56.1)     | 14.9 (58.8)     | 10.8 (51.4)     | 3.2 (37.8)      | −3.6 (25.5)     | −10.8 (12.6)    | 0.3 (32.5)      |
| 역대 최저 기온 °C (°F)                                       | −27.2 (−17.0)   | −26.9 (−16.4)   | −21.4 (−6.5)    | −13.5 (7.7)     | −7.0 (19.4)     | −2.4 (27.7)     | 0.9 (33.6)      | 5.9 (42.6)      | −0.2 (31.6)     | −6.6 (20.1)     | −15.5 (4.1)     | −22.5 (−8.5)    | −27.2 (−17.0)   |
| 평균 강수량 mm (인치)                                        | 47.9 (1.89)     | 30.0 (1.18)     | 70.1 (2.76)     | 87.7 (3.45)     | 122.8 (4.83)    | 112.2 (4.42)    | 136.6 (5.38)    | 168.8 (6.65)    | 170.9 (6.73)    | 123.8 (4.87)    | 75.7 (2.98)     | 61.9 (2.44)     | 1,203.6 (47.39) |
| 평균 강설량 cm (인치)                                        | 80 (31)         | 72 (28)         | 82 (32)         | 26 (10)         | 1 (0.4)         | 0 (0)           | 0 (0)           | 0 (0)           | 0 (0)           | 0 (0)           | 8 (3.1)         | 62 (24)         | 332 (131)       |
| 평균 강수일수 (≥ 1.0 mm)                                     | 5.7             | 4.7             | 7.5             | 9.0             | 10.5            | 9.7             | 11.1            | 11.6            | 12.0            | 8.8             | 8.1             | 6.8             | 105.5           |
| 평균 강설일수 (≥ 3 cm)                                       | 9.4             | 9.1             | 10.7            | 3.6             | 0.2             | 0               | 0               | 0               | 0               | 0               | 1.0             | 7.6             | 41.6            |
| 평균 월간 일조시간                                           | 148.8           | 151.6           | 176.4           | 169.0           | 170.5           | 134.7           | 109.5           | 120.2           | 131.9           | 160.9           | 151.7           | 146.1           | 1,768.4         |
| 출처: 일본 기상청 (평년값: 1991년~2020년, 극값: 1977년~현재) |                 |                 |                 |                 |                 |                 |                 |                 |                 |                 |                 |                 |                 |

### 인접한 자치체
- 구시로 종합진흥국
  - 구시로시
  - 가와카미군 시베차정
  - 구시로군 구시로정

## 역사
- 1937년 4월 1일 - 시타카라촌(현재의 구시로시 아칸정)에서 분리되어 쓰루이촌이 되고 2급 정촌제를 시행했다.

## 경제
낙농업·농업이 활발하다. 농업 소득이 매우 높아 농업 종사자 1인당 평균 연수입액은 일본 1위이다. 겨울에는 두루미가 많이 날아와 관광업도 활발해지고 있다.

## 교통

### 철도
- 홋카이도 여객철도 네무로 본선

### 도로
- 국도 274호선